# Търновград – духът на хилядолетна България
Парк „Търновград – духът на хилядолетна България“, известен още като „Паркът на миниатюрите“ във Велико Търново е първият по рода си в България парк с миниатюри на знакови забележителности и обекти от цялата страната.
Паркът е открит 2017 г. и е популярна туристическа атракция.

## Местоположение
Паркът е разположен на площ от 12,5 дка (11 460 м2 през 2019 г.) в местността „Френк хисар“ в подножието на крепостта Царевец, под Балдуиновата кула, във Велико Търново.

## История
Паркът „Търновград – духът на хилядолетна България“ е създаден от Макетната работилница в гр. Киев, Украйна, реализирала подобни проекти от 2004 г. в Украйна и Холандия. Българският парк е открит на 30 септември 2017 г.
Върху направата на макетите работи екип от над 15 души. Много детайли се отпечатват с 3D принтер, с точност до 90% от реалните обекти. Производството на един макет отнема от 1 до 12 месеца в зависимост от сложността и размера му.

## Макети
В паркът са изложени на открито миниатюри на български сгради. Макетите са изработени от PVC пластмаса с дебелина от 8 – 10 мм и издържат температури от -25°С до +40°С. Във всеки от тях има конструкция с усилващи ребра, които подобряват здравината му. Пригодени са да издържат на условията на открито.
Паркът „Търновград – духът на хилядолетна България“ е открит с 43 модела, през 2021 г. включва 80 макета, които са в мащаб 1:25, сред които:
- Античен театър, Пловдив
- Архитектурно-парков комплекс „Дворецът“, Балчик
- Бачковски манастир „Успения Богороднично“, с. Бачково
- Голяма базилика, Плиска
- Дворец „Евксиноград“, Варна
- Дяволският мост, Област Кърджали
- Железопътна линия Варна – Пловдив
- Катедрален храм „Свето Успение Богородично“, Варна
- Крепост „Баба Вида“, Видин
- Крепост „Царевец“, Велико Търново
- Летище Варна
- Пристанище Варна
- Народен театър „Иван Вазов“, София
- Народното събрание на Република България, София
- Нос и крепост Калиакра
- Паметникът на Асеневци във Велико Търново
- Паметник на свободата, Шипка
- Панорама „Плевенска епопея 1877 г.“, Плевен
- Площад „Независимост“, София
- Побити камъни, Варна
- Рилски манастир „Св. Иван Рилски“
- Храм-паметникът „Свети Александър Невски“, София
- Храм-паметник „Рождество Христово“, Шипка
- Художествена галерия „Борис Денев“, Велико Търново
- Царски дворец „Врана“, София
- Църква „Св. Четиридесет мъченици“, Велико Търново
- Църква „Св. Богородица Петричка“, Асеновград
- Църквата „Успение Богородично“, Габрово

### 2019 г.
- Църква „Света Неделя“, София
- Дряновски манастир „Св. Архангел Михаил“
- Троянски манастир „Успение Богородично“
- „Доходно здание“, Русе
- Белоградчишката крепост Калето